# Wachstumskritische Bewegung

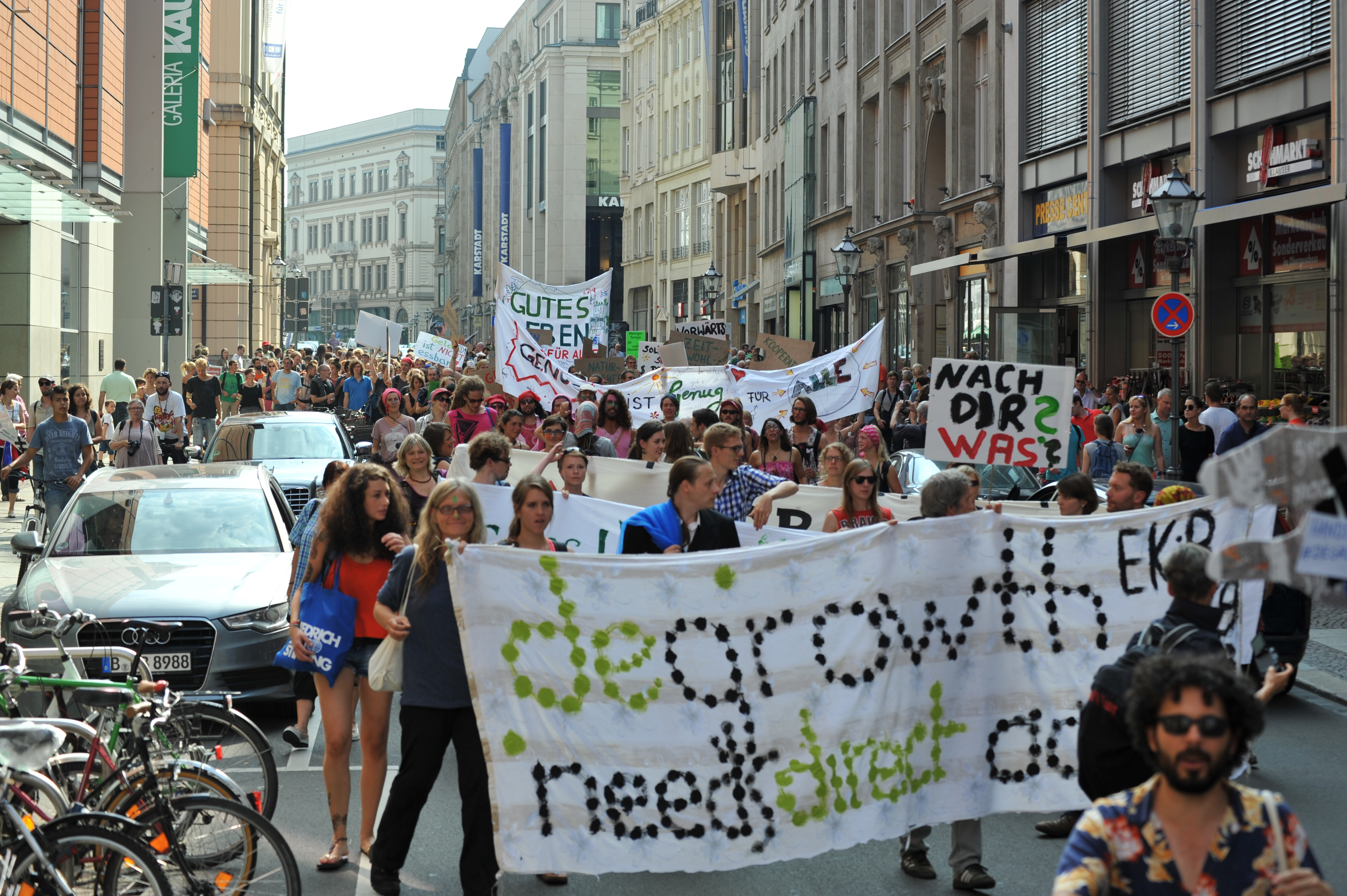
Demonstration am Ende der vierten Degrowth-Konferenz, Leipzig, 2014

Die wachstumskritische Bewegung ist eine soziale Bewegung von Wissenschaftlern und Aktivisten, die sich mit Wachstumskritik befassen und das vorherrschende Entwicklungsmodell des Wirtschaftswachstums kritisieren. Im deutschsprachigen Raum wird sie auch als Postwachstumsbewegung bezeichnet, weitere Schlagworte sind Wachstumsrücknahme, Entwachstum oder Wachstumswende. In anderen Sprachen sind englisch degrowth movement, französisch décroissance, italienisch decrescita, spanisch decrecimiento oder katalanisch decreixement gebräuchlich. Die wachstumskritische Bewegung beinhaltet vielfältige und teils widersprüchliche Strömungen und Positionen und unterscheidet sich in ihrer theoretischen Einbettung auch regional.

## Geschichtlicher Abriss

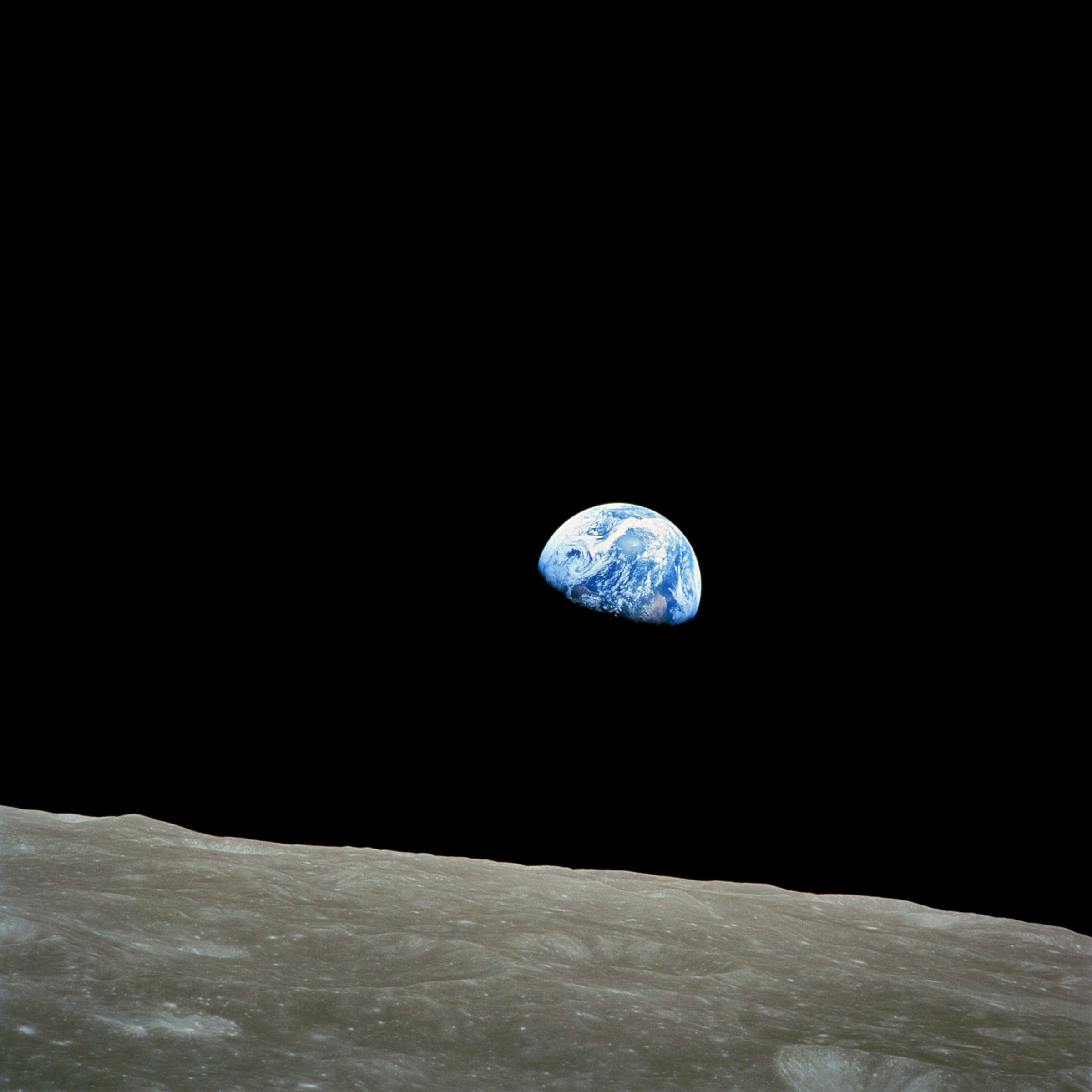
Das Foto Earthrise von 1968 veranschaulichte das „Raumschiff Erde“

Ab den 1960er Jahren wurde Kritik an auf Wirtschaftswachstum ausgelegten Wirtschaftssysteme geäußert, weil sie ökologisch nicht nachhaltig und sozial ungerecht seien. Kenneth Boulding prägte den Begriff des „Raumschiffs Erde“ und Nicholas Georgescu-Roegen argumentierte, die Ökonomie müsse die Grenzen der Thermodynamik berücksichtigen und könne daher nicht unbegrenzt wachsen. Herman Daly prägte den Begriff des unökonomischen Wachstums (uneconomic growth): Die Folgeschäden von Wachstum seien höher als die ökonomischen Vorteile, ein Ausweg sei eine stationäre Wirtschaft (steady-state economy). Der Verbrauch von Material und Energie sei zu begrenzen und die Weltbevölkerung zu stabilisieren. 1972 veröffentlichte der Club of Rome den Bericht The Limits to Growth, der katastrophale Folgen eines unbeschränkten Wirtschaftswachstums für Ökologie und Gesellschaft aufgrund der begrenzten Ressourcen und der Übernutzung der vorhandenen Naturschätze prognostizierte. Diese Kritiken am Wirtschaftsmodell wurden zunächst von der Umweltbewegung aufgegriffen, die in den 1970er Jahren an Stärke gewann. In Frankreich entstand in dieser Zeit eine erste soziale Bewegung der décroissance.
Nach dem Ende der Ölkrise verloren die wachstumskritischen Debatten in der Öffentlichkeit an Bedeutung, wurden aber in Bereichen wie der Bioökonomie, Ökologischer Ökonomie, politischer Ökologie und der Kritik an der Entwicklungstheorie fortgeführt. Bis heute argumentieren viele Wachstumskritiker mit ökologischen Grenzen, während Teile der Umweltbewegung sich einer grundsätzlichen Wachstumskritik nicht anschließen.
In Frankreich erhielt die Bewegung Anfang des 21. Jahrhunderts wieder Zulauf und erweiterte sich 2004 nach Italien und 2006 nach Spanien. 2008 wurde die alle zwei Jahre stattfindende Internationale Degrowth-Konferenz gegründet, die sich als wichtige Veranstaltung der Bewegung etabliert hat. In Deutschland wird seit 2014 die Entstehung einer Bewegung diskutiert. Aktivistische Gruppen existieren ebenso in Belgien, der Schweiz, Finnland, Polen, Griechenland, Portugal, Norwegen, Dänemark, Tschechien, Mexiko, Brasilien, Puerto Rico und Kanada. Die wachstumskritische Debatte wurde insbesondere in Frankreich maßgeblich von Aktivisten der neuen sozialen Bewegung geprägt, die kritische Ideen und politische Aktionen zusammenbringen und die sozial-ökologischen Debatten repolitisieren wollten. Neben aktivistischem Widerstand verfolgt die Bewegung den Aufbau von Alternativen durch Praktiker und die wissenschaftliche Ausarbeitung politischer Vorschläge, für die Mehrheiten in der Gesellschaft gefunden werden sollen. Die konkreten Ansätze und Konzepte zur Lösung der sozialen und ökologischen Probleme sind sehr divers. Sie reichen von konservativer Kulturkritik bis hin zu Kapitalismuskritik und umfassen sozialreformerischen und ökologischen Linksliberalismus, Forderungen nach individueller Genügsamkeit (Suffizienz) sowie die feministische Perspektive der Subsistenz.

## Grundannahmen
Die Degrowth-Bewegung zeichnet sich durch eine hohe Diversität aus. Verschiedene Strömungen legen unterschiedliche Schwerpunkte. Dennoch können einige Überzeugungen benannt werden, die beinahe alle Akteure innerhalb der Bewegung miteinander teilen.

### Verringerung der Wirtschaftsaktivitäten
Zentral für die wachstumskritische Bewegung ist die Forderung, die Menge an Energie und Ressourcen, die in den Wirtschaftskreislauf eingespeist wird, zu reduzieren. Dies wird als notwendige Bedingung angesehen, um weitere durch Wirtschaftswachstum verursachte Umweltzerstörung zu vermeiden und innerhalb planetarer Grenzen zu verbleiben. Deshalb sieht sich die Degrowth-Bewegung auch in fundamentaler Opposition zum grünen Wachstum. Ebenso werden Agrowth-Ansätze abgelehnt, die menschliches Wohlergehen fördern wollen, unabhängig davon ob Wirtschaftswachstum vorliegt oder nicht. Eine Verringerung des Bruttoinlandsprodukts ist für die Bewegung dennoch kein Selbstzweck. Bestimmten Bereichen der Wirtschaft wie etwa dem Gesundheits- oder Bildungssektor wird die Möglichkeit zu wachsen zugestanden.
Der Unterschied zwischen Degrowth und einer Rezession besteht derweil darin, dass Degrowth stets auf geplanten Maßnahmen beruht und darüber hinaus anstrebt, menschliches Wohlergehen zu fördern. Beide Kriterien sind bei einer Rezession nicht erfüllt.

### Ablehnung rein technischer Lösungsansätze
Die wachstumskritische Bewegung wendet sich gegen Vorschläge, die der Klimakrise allein mit technischen Innovationen begegnen wollen. Ihre Vertreter zweifeln daran, dass CCS-Technologien in einem solchen Maße skalierbar sind, dass sie irgendwann der Atmosphäre der Erde nennenswerte Mengen an CO2 entziehen. Darüber hinaus bezweifeln sie, dass jemals durch Effizienzsteigerungen eine langfristige absolute Entkopplung von Wirtschaftswachstum und Umweltschäden erreicht werden könnte, die ausreichen würde, um die Klimaziele zu erreichen. Dies bedeutet jedoch nicht, dass Menschen, die der Degrowth-Bewegung nahestehen, technische Hilfsmittel zur Bekämpfung der globalen Erwärmung gänzlich ablehnen. Sie gehen lediglich davon aus, dass diese ohne eine tiefgreifende Veränderung unserer bisherigen Art des Wirtschaftens nicht genug Wirkung entfalten würden.

### Selbstverständnis als emanzipatorische Bewegung
In der wachstumskritischen Bewegung spielen auch soziale Aspekte wie Kulturalismus, Demokratie, Gerechtigkeit eine große Rolle. Auch Fragen nach dem Sinn des Lebens oder dem Wohlergehen von Mensch und Umwelt sind Thema. Die Bewegung steht dem Feminismus nahe und dem Kapitalismus kritisch gegenüber. Hohe Zustimmung finden zudem Umverteilungsmaßnahmen wie etwa die Besteuerung von Vermögen anstatt von Einkommen, ein bedingungsloses Grundeinkommen sowie Höchstgrenzen für Vermögen und Einkommen.
Degrowth als Konzept wurde im globalen Norden erdacht und sollte laut Unterstützern der wachstumskritischen Bewegung zunächst auch nur auf diesen angewendet werden. Dem globalen Süden müsse dagegen Wirtschaftswachstum zugestanden werden, um die dort großflächig auftretende Armut beseitigen zu können. Dabei baut Degrowth in Teilen auf den Ideen des Post-Development auf und möchte ermöglichen, dass Länder im globalen Süden ihren eigenen Weg jenseits von Wachstumsabhängigkeit gehen können. Dafür sollen die industrialisierten Länder wirtschaftliche Produktion und Konsum reduzieren, bis die wirtschaftliche Aktivität innerhalb der Belastungsgrenzen der Erde (Planetary Boundaries) stattfindet. Dies soll zu einem gesteigerten Wohlergehen von Mensch und Umwelt auf lokaler sowie globaler Ebene und ebenso generationsübergreifend führen. Unklar ist dabei jedoch, was es für den globalen Süden bedeuten würde, wenn sich die Länder des globalen Nordens zu Postwachstumsgesellschaften transformieren würden.

## Internationale Perspektiven der Wachstumskritik

### Décroissance im französischen Sprachraum

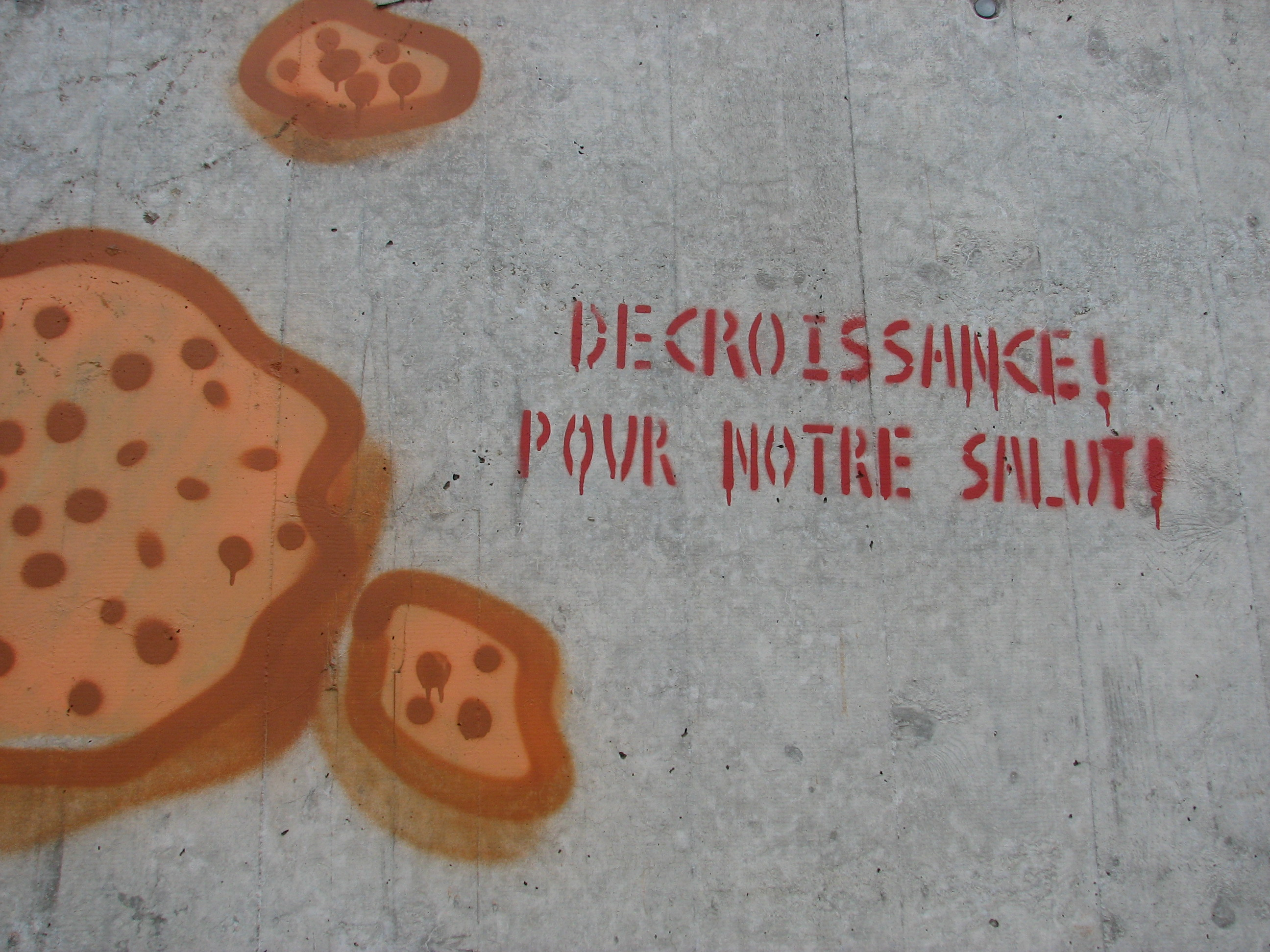
Graffiti: „Décroissance für unser Wohl“

Die wachstumskritische Bewegung in Frankreich verwendet den Begriff der décroissance, teilweise mit dem Adjektiv soutenable (nachhaltig): Das Präfix dé gibt dem Wort croissance (Wachstum) eine negative Bedeutung, décroissance ist also der Gegensatz zum Wachstum, also ein negatives Wachstum. Die Vertreter der décroissance verstehen darunter eine gestaltete Reduktion, die sie bewusst von einer als negativ wahrgenommenen und ungeplanten Rezession der heutigen, wachstumsabhängigen Wirtschaft abgrenzen. Dafür müsse ein Zustand der a-croissance realisiert werden, in dem Wachstumszwänge überwunden sind und eine Schrumpfung keine Destabilisierung der Wirtschaft mehr hervorruft. Die Befürworter der décroissance wenden sich gegen das einseitige Streben nach Wirtschaftswachstum und technischem Fortschritt und stehen für ein schlichtes Leben, indem die Individuen den wahrgenommenen Überfluss materiellen Konsums durch Selbstversorgung reduzieren. Menschen in der décroissance genießen mehr Freizeit, anstatt immer mehr zu arbeiten. Wirtschaft und Gesellschaft organisieren sich lokal anstatt global und streben nach Langsamkeit und Haltbarkeit statt Schnelligkeit.
Die Entwicklung der décroissance vollzog sich in zwei Phasen. Der erste Zyklus entstand in den 1970er Jahren als Reaktion auf die vom Wirtschaftswachstum ausgelösten massiven Umweltschäden und betonte die Kritik an Wachstum und dem globalen Entwicklungsmodell. Die Forderungen und Ideen der Bewegung erhielten in dieser ersten Phase jedoch kaum Verbreitung. Die Neubelebung der wachstumskritischen Bewegung erfolgte erst wieder Anfang des 21. Jahrhunderts. Die Bewegung im französischen Raum setzt sich heutzutage hauptsächlich aus kollektiven und lokalen Initiativen zusammen und versucht sich in der Politik durchsetzen, um ihre Vorschläge in die Öffentlichkeit zu bringen.

#### Erster Zyklus
Auslöser für die wachstumskritische Bewegung war der Bericht Die Grenzen des Wachstums 1972, der in einer Sonderausgabe der Zeitung Le Nouvel Observateur kommentiert wurde. Die Ausgabe mit dem Titel La dernière chance de la Terre (die letzte Chance der Erde) wurde vom Wachstumskritiker Alain Hervé herausgegeben und in 20.000 Exemplaren publiziert. Den Begriff décroissance nutzte erstmals 1973 der Philosoph und jüdische Widerstandskämpfer André Amar im Aufsatz La croissance et le problème moral (das Wachstum und ihr moralisches Problem). Er erschien in der Artikelsammlung Les objecteurs de la Croissance (Die Wachstumsverweigerer) der von Lucie Faure und Robert Aron gegründeten sozialpolitischen Zeitschrift Nouvelle équipe française (Nef, die neue französische Mannschaft). Im selben Jahr gründete der Journalist Alain Hervé die Monatszeitung Le Sauvage (der Wilde), um die von André Gorz entwickelten Konzepte der politischen Ökologie zu verbreiten, welche die bestehenden wirtschaftlichen und sozialen Modelle hinterfragt und versucht, auf politischer Ebene die Verbindung zwischen Mensch und Natur wiederherzustellen. Im Jahr 1975 fasste Gorz in seinem Buch Ecologie et politique (Ökologie und Politik) seine Ideen zusammen: Er übte Kritik am Kapitalismus, weil er nicht Grundbedürfnisse befriedige, sondern zuvor nicht existente Bedürfnisse schafft, um die Kaufwünsche der Konsumenten immer wieder anzuregen. Sein Vorschlag bestand unter anderem darin, die Produktion der Grundbedürfnisse zu zentralisieren und andere Bedürfnisse in Eigenproduktion zu befriedigen.
Die Wachstumskritik erhielt in diesen Jahren nur geringe Resonanz in der Gesellschaft. Bei der Präsidentschaftswahl 1974 versuchte der Agrarwissenschaftler und Konsumkritiker René Dumont (1904–2001), die décroissance in die Politik zu bringen, erhielt allerdings nur 1,32 Prozent der Stimmen. Im Vorjahr hatte Dumont als Grundlage für seine Politik ein Manifest mit konkreten Maßnahmen verfasst, um die weltweiten Ressourcen fair zu verteilen und die Ungleichheiten zu beseitigen.
1979 veröffentlichten der französische Philosoph Jacques Grinevald und der belgische Rechtsprofessor Ivo Rens die französische Übersetzung der Werke von Nicholas Georgescu-Roegen, die die ökologische Wachstumskritik der décroissance weiter fundierten und bekannt machten.
In den 1980er Jahren kam die Kritik am Entwicklungsmodell des Globalen Südens hinzu. Einflussreich war dabei François Partant, der Kritik an der Verwestlichung der Welt und der Homogenisierung der Kulturen übte. Er forderte eine globale Konsumreduktion und die Abschaffung der Ausbeutung von Entwicklungsländern durch die Industrieländer.
1982 wurde die wachstumskritische Zeitschrift Le Sauvage eingestellt (2009 als Onlinezeitung neu gegründet). Die 1982 neu gegründete ökologische und globalisierungskritische Zeitschrift Silence (Stille) stellt einen alternativen und gewaltlosen Lebensstil vor und versucht die Verbindung zwischen Mensch und Natur wieder aufzubauen – in den 1990er Jahren machte sie aus der Wachstumskritik eines ihrer Kernthemen. Die Bewegung der décroissance erreichte insgesamt in den 1980er und 1990er Jahren politisch und gesellschaftlich keine große Bedeutung.

#### Zweiter Zyklus: Die Renaissance

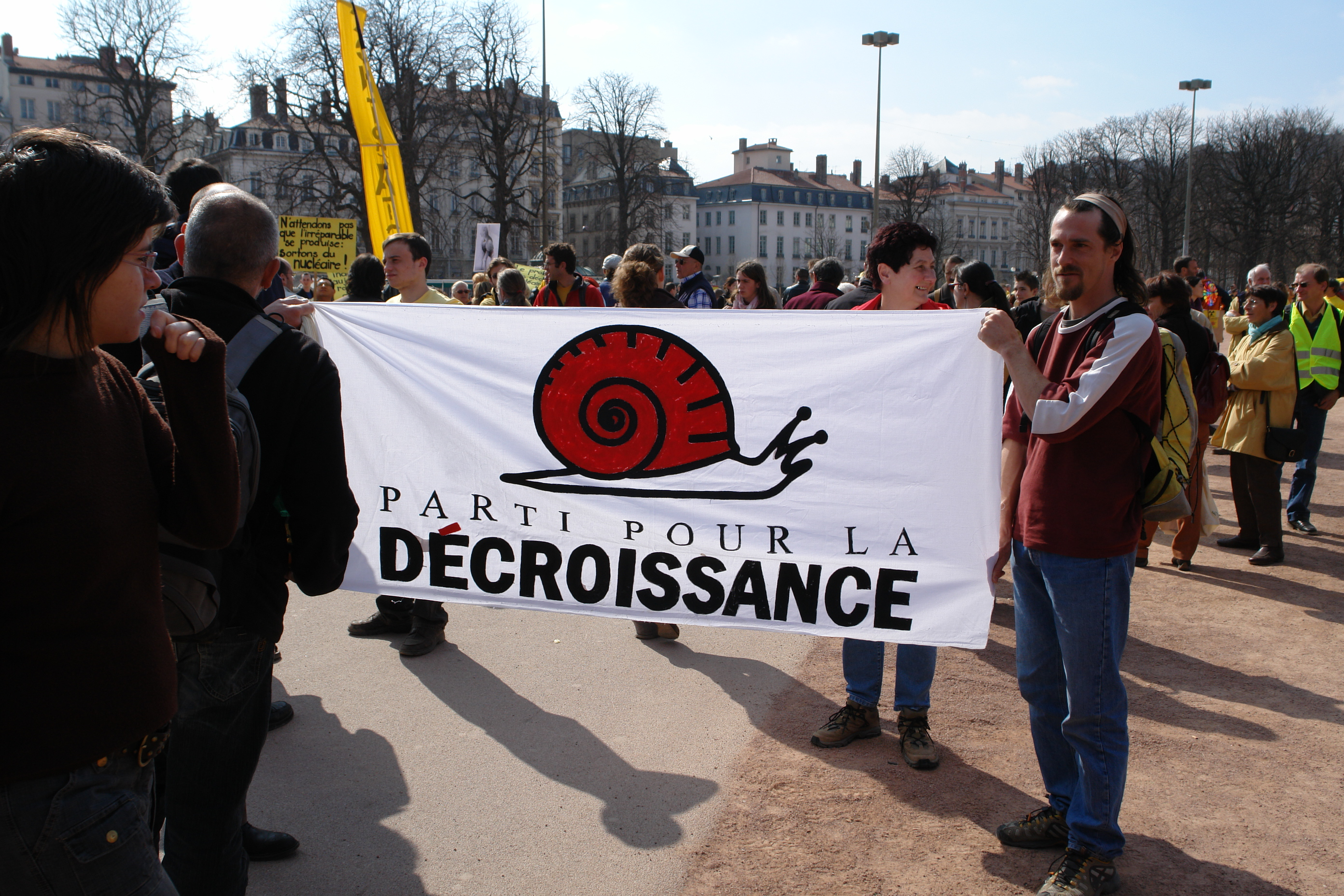
Banderole der wachstumskritischen Partei „Parti pour la Décroissance“

Der Beginn des zweiten Zyklus entstammt dem Krisenkontext der frühen Jahre des 21. Jahrhunderts. Die internationale Gemeinschaft hatte mittlerweile die ökologische Krise anerkannt: Klimaerwärmung, Ausschöpfung der natürlichen Ressourcen, Umweltkatastrophen und die Diskussionen um nachhaltige Entwicklung brachten die Wachstumskritik in Frankreich zurück in die Diskussion. Wichtige Inspiratoren der décroissance in Frankreich und Europa sind Bruno Clémentin, Vincent Cheynet, Serge Latouche und Paul Ariès.
Die Aktivisten Bruno Clémentin und Vincent Cheynet gründeten 1999 den Verein „Casseurs de Pub“ (Werbungszerstörer), der sich gegen die Ausbreitung der Werbung und ihren Einfluss auf Individuen stellt. Neben Aktionen des Adbusting versuchten sie, den Begriff décroissance soutenable in der Öffentlichkeit zu etablieren und stellten ihr Konzept der damaligen Auslegung von nachhaltiger Entwicklung entgegen, die Wirtschaftswachstum und Umweltschäden abkoppeln möchte. Cheynet und Clémentin argumentieren ähnlich wie François Partant oder André Gorz, dass die Fortführung der Konsumgesellschaft im Norden auf Kosten des Globalen Südens zu gravierenden globalen Umweltschäden führt und deshalb nicht die richtige Lösung sein kann. Sie schlagen, u. a. in einer Sonderausgabe der Zeitschrift Silence, als Alternative zur nachhaltigen Entwicklung eine vom Wachstumsziel befreite Gesellschaft vor, in der die Marktwirtschaft von der Politik und den Konsumenten kontrolliert wird, während die Macht der multinationalen Unternehmen oder der Finanzmärkte begrenzt wird. Sie ließen den Begriff der décroissance soutenable beim französischen Markenamt (Institut national de la propriété industrielle) eintragen und gründeten 2002 das Forschungsinstitut für eine nachhaltige Postwachstumsgesellschaft (Institut d’études économiques de la décroissance soutenable) in Lyon sowie 2004 die Monatszeitschrift La Décroissance, die in Frankreich, Belgien, der Schweiz, Kanada und Deutschland mit einer Auflage über 30.000 Stück erhältlich ist.
Im Winter 2001/2002 koordinierte Serge Latouche im Namen eines Freundeskreises von François Partant eine Sonderausgabe zur Entwicklungskritik in der Zeitschrift L’Ecologiste (Der Umweltschützer). Die Ausgabe fasste die theoretischen Einflüsse der décroissance zusammen und stellte Autoren vor, die als Inspiratoren für einen Neubeginn der Bewegung in Frage kommen: Marcel Mauss (Kritik des Utilitarismus), Pierre Clastres (Gegenüberstellung der Gesellschaft zum Staat), die Gewaltlosigkeit von Gandhi, die Kritik des Kolonialismus von Aimé Césaire, der Wirtschaftsexpansion von Bernard Charbonneau und des Westens von François Partant. Die Autoren der Sonderausgabe wie Serge Latouche, Ivan Illich oder Edward Goldsmith organisierten infolge der Veröffentlichung das erste internationale entwicklungskritische Kolloquium in Paris. Diese Konferenz, in Partnerschaft mit dem Freundeskreis Partants, le Monde Diplomatique und dem Programm MOST der UNESCO (Management of Social Transformation Programme), brachte im Februar und März 2002 rund 800 Personen zusammen.

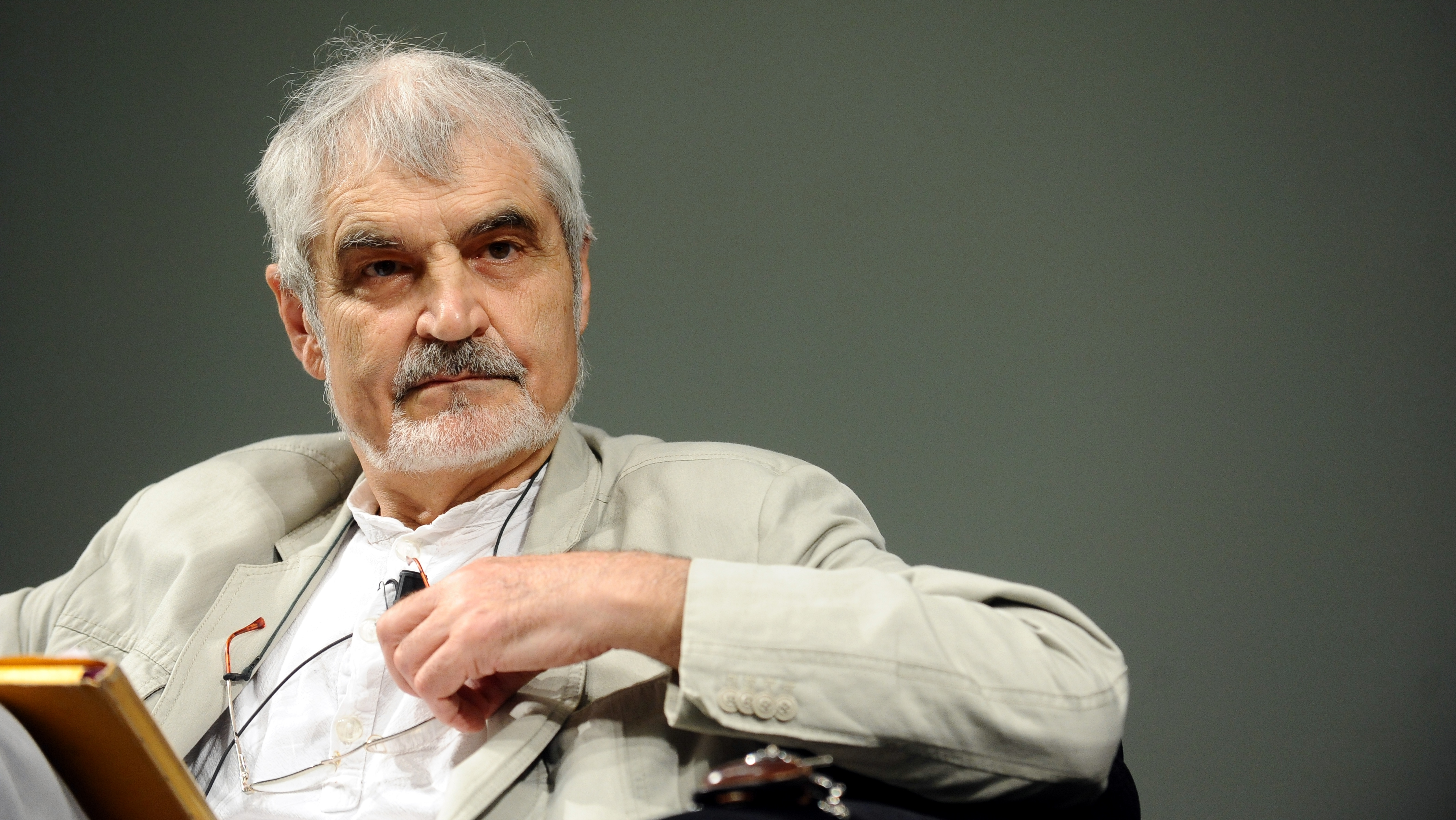
Serge Latouche

Serge Latouche kritisiert in seinen Büchern die Entwicklung des Globalen Südens, den Utilitarismus oder das Wachstumsziel der Wirtschaft und der Gesellschaft. In Titeln wie Décoloniser l’imaginaire (die Vorstellungswelt entkolonisieren), Le Pari de la Décroissance (Die Wette der Postwachstumsbewegung) oder Le petit Traité de la décroissance sereine (deutscher Titel: Es reicht! Abrechnung mit dem Wachstumswahn) empfiehlt er die Restrukturierung der Wirtschaft, der Gesellschaft und der Politik mit einem Konzept in 8 Punkten: Neu-evaluieren, Neu-konzeptualisieren, Neu-strukturieren, Neu-verteilen, zurückverlegen, reduzieren, wiederverwenden und recyceln. Im Jahr 2006 war Latouche Mitgründer der Zeitschrift Entropia, in der viele Befürworter der Bewegung ihre Meinung äußern.
Paul Ariès, Politologe und Chefredakteur der linken und wachstumskritischen Zeitschrift Sarkophage (Sarkophag), die heute unter dem Namen Les Z’indigné(e) veröffentlicht wird, sieht im Begriff der décroissance einen Werbespruch, der das dominante Wirtschaftsdenken beseitigen will und die Befürworter einer alternativen Gesellschaft vereint. Er schlägt in seinen Büchern Décroissance ou Barbarie (Postwachstum oder Barbarei) und La Décroissance: un nouveau projet politique (Postwachstum: ein neues politisches Projekt) vor, die Bewegung der décroissance solle sich politisieren und politische Forderungen stellen.
Der Landwirt und Philosoph Pierre Rabhi übernahm das Konzept der décroissance soutenable in sein politisches Programm für die Präsidentschaftswahl 2002. Unterstützt von Vincent Cheynet versuchte Rabhi die décroissance nach 1974 zum zweiten Mal in der politischen Landschaft zu etablieren, sammelte aber nur 80 statt der benötigten 500 Unterschriften für die Freigabe der Kandidatur. Die Ideen der décroissance sind auch durch Yves Cochet, Mitgründer der Grünen Partei in Frankreich und Mitglied der Partei Europe Ecologie – Les Verts (Europa Ökologie – Die Grünen), in der Politik vertreten. Cochet versuchte im Jahr 2004 die Ideen der décroissance in sein Parteiprogramm einzubinden und nahm während der Nationalversammlung (Assemblée Nationale) Stellung zur décroissance. 2006 entstand in Frankreich die politische Partei Parti pour la Décroissance, um die Ideen der Bewegung in der Politik zu verbreiten. Die Partei nahm ohne Erfolg an der Europawahl 2009 und der Europawahl 2014 teil.
Das erste internationale Kolloquium der décroissance fand im Jahr 2003 in Lyon statt. 2008 wurde mit der ersten Internationale Degrowth-Konferenz mit 140 Personen in Paris eine Konferenzreihe begründet, die international im Zweijahresabstand durchgeführt wird.
Die französische Décroissance hat auch die Bewegungen in weiteren Ländern des französischen Sprachraums beeinflusst. Zum Beispiel entstand eine décroissance Bewegung in Quebec in den Jahren 2007/2008. In der französischsprachigen Schweiz entwickelt sich seit 2008 ein Netzwerk der décroissance, das Réseau Objection de Croissance (Netzwerk der Wachstumsverweigerer). Aktivisten des Netzwerks gründeten im Jahr 2012 die Zeitschrift Moins! (Weniger!). Seit 2009 gibt es auch in Belgien Befürworter und 2018 fand die Internationale Degrowth-Konferenz am Europäischen Parlament in Brüssel statt.
Im Jahr 2011 gründete Agnès Sinaï, Umweltjournalistin und Mitarbeiterin der Universität Paris Sciences Po, das Institut Momentum. Das Ideenlaboratorium vereint eine Vielfalt von Befürwortern der décroissance, die zur Postwachstumsgesellschaft und der Abkehr der Gesellschaft von fossilen Energien forschen und Konzepte für eine „Politik des Anthropozäns“ ausarbeiten.
Die von Aktivisten der Bewegung durchgeführten Aktionen umfassen Kampagnen gegen Verstädterung, Autobahnen, Flughäfen oder Hochgeschwindigkeitszüge. Der Widerstand wird durch Demonstrationen, Boykotte, zivilen Ungehorsam, direkte Aktionen und Protestlieder ausgedrückt. Stattdessen werden beispielsweise ökologische Landwirtschaft, erneuerbare Energien, Regionalwährungen oder bessere Bedingungen für Fahrradfahrer und Fußgänger gefordert.

### Wachstumskritik im deutschen Sprachraum
Seit Beginn der 1970er und der Veröffentlichung der Grenzen des Wachstums wurde Umweltschutz im deutschen Sprachraum verstärkt diskutiert. Wachstumskritik wurde so Teil der Umweltbewegung und in der Bundesrepublik wurden die politischen Folgen der Umweltprobleme unter dem Gesichtspunkt der Lebensqualität debattiert. Die Gewerkschaft IG Metall veranstaltete 1972 in Oberhausen einen großen Kongress unter dem Titel: „Aufgabe Zukunft: Qualität des Lebens“. 1200 internationale Delegierte diskutierten eine Umwelt-, Ressourcen- und Wachstumskrise sowie Alternative zum Fokus auf Wirtschaftswachstum. Das Magazin „Technologie und Politik. Das Magazin zur Wachstumskrise“, herausgegeben vom Publizisten Freimut Duve, publizierte Werke von Hannah Arendt, André Gorz, Ivan Illich sowie Maria Mies, die von zentraler Bedeutung für die heutigen Debatten um Wachstum, Beschäftigung, Kapitalismus und Feminismus sind. Eine weitere Inspiration kam von Leopold Kohr, der bereits 1957 das erst in den 1970ern durch Ernst Friedrich Schumacher populär gemachte Motto „small is beautiful“ prägte.
Parteipolitisch waren die Kritik an Industrialismus, Wachstum und Technologie Kernthemen in der Gründungsphase der Partei Die Grünen um 1980. 1983 veröffentlichte die Partei unter dem Titel „Sinnvoll arbeiten – solidarisch leben. Gegen Arbeitslosigkeit und Sozialabbau“ ihr Wirtschaftsprogramm, in dem Großtechnologien, geschlechterspezifische Arbeitsteilung und die Abwertung unbezahlter Arbeit kritisiert wurden. Die Grünen, aber auch die SPD, forderten Anfang der 1990er erfolglos eine Reformation des Stabilitäts- und Wachstumsgesetzes. Die Forderung der Konzentration auf Wirtschaftszweige, die direkt mit menschlichen Bedürfnissen zusammenhängen und die entschlossene Kritik am globalen Wachstumsgedanken finden sich in der heutigen Postwachstumsdebatte häufig wieder. Diese Zukunftsvisionen sind jedoch in den 1990er Jahren durch die Grünen weitgehend verworfen worden und die Parteipositionen haben sich in die Richtung der Ideen einer nachhaltigen Entwicklung und ökologischen Modernisierung verschoben, wohingegen die Ökologisch-Demokratische-Partei (ÖDP) weiterhin Wachstumskritik in ihrem Grundsatzprogramm behalten hat.
Eine soziale Bewegung im eigentlichen Sinne konnte sich im deutschen Sprachraum zunächst nicht entwickeln. Die deutschsprachige Wachstumskritik war vor 2014 laut dem Transformationsforscher Matthias Schmelzer eher „als wissenschaftlicher und interdisziplinärer Diskurs produktiv“. Seit Beginn des 21. Jahrhunderts wurden diese Themen wieder häufiger in Publikationen, Veranstaltungen und Konferenzen von Wissenschaft, Politik und Gesellschaft diskutiert, Im Jahr 2003 riefen Verbände aus Umweltschutz, Globalisierungskritik und Entwicklungshilfe die McPlanet-Konferenzen ins Leben, die ein wichtiger Grundstein für die entstehende wachstumskritische Bewegung waren. Niko Paech und Werner Onken gründeten 2008 die „Ringvorlesung zur Postwachstumsökonomie“ in Oldenburg, in der Vortragende aus Wissenschaft und Gesellschaft die Bedingungen und Möglichkeiten einer Postwachstumsökonomie diskutieren. 2010 bekannte sich die Vereinigung für Ökologische Ökonomie zur Wachstumskritik, aus der im selben Jahr das Netzwerk Wachstumswende als interdisziplinäres, wachstumskritisches Netzwerk hervorging. Etwa zeitgleich entstand auch das Konzeptwerk Neue Ökonomie, welches Degrowth als ein Schwerpunktthema gesetzt hat. Im Mai 2011 fand der Kongress „Jenseits des Wachstums?!“ in Berlin statt, auf dem rund 2500 Teilnehmende zu den Themen ökologische Gerechtigkeit, soziale Rechte und das Gute Leben diskutierten.
Von 2011 bis 2013 tagte die Enquete-Kommission „Wachstum, Wohlstand, Lebensqualität – Wege zu nachhaltigem Wirtschaften und gesellschaftlichem Fortschritt in der Sozialen Marktwirtschaft“ und sollte dem Gesetzgeber mögliche Regelungs- und Entwicklungsmöglichkeiten aufzeigen und über Wachstum und alternative Wohlstandsindikatoren diskutieren. Die zweijährige Debatte sorgte für mediale Aufmerksamkeit für wachstumskritische Ideen, die jedoch innerhalb der Kommission sehr umstritten blieben. Die wachstumskritischen Vertreter Hermann Ott und Matthias Zimmer kritisierten die verbliebene Fokussierung auf technischen Fortschritt und Wachstum und die fehlenden Handlungsempfehlungen im Abschlussbericht.

#### Entstehung einer sozialen Bewegung um die Degrowth-Konferenz 2014

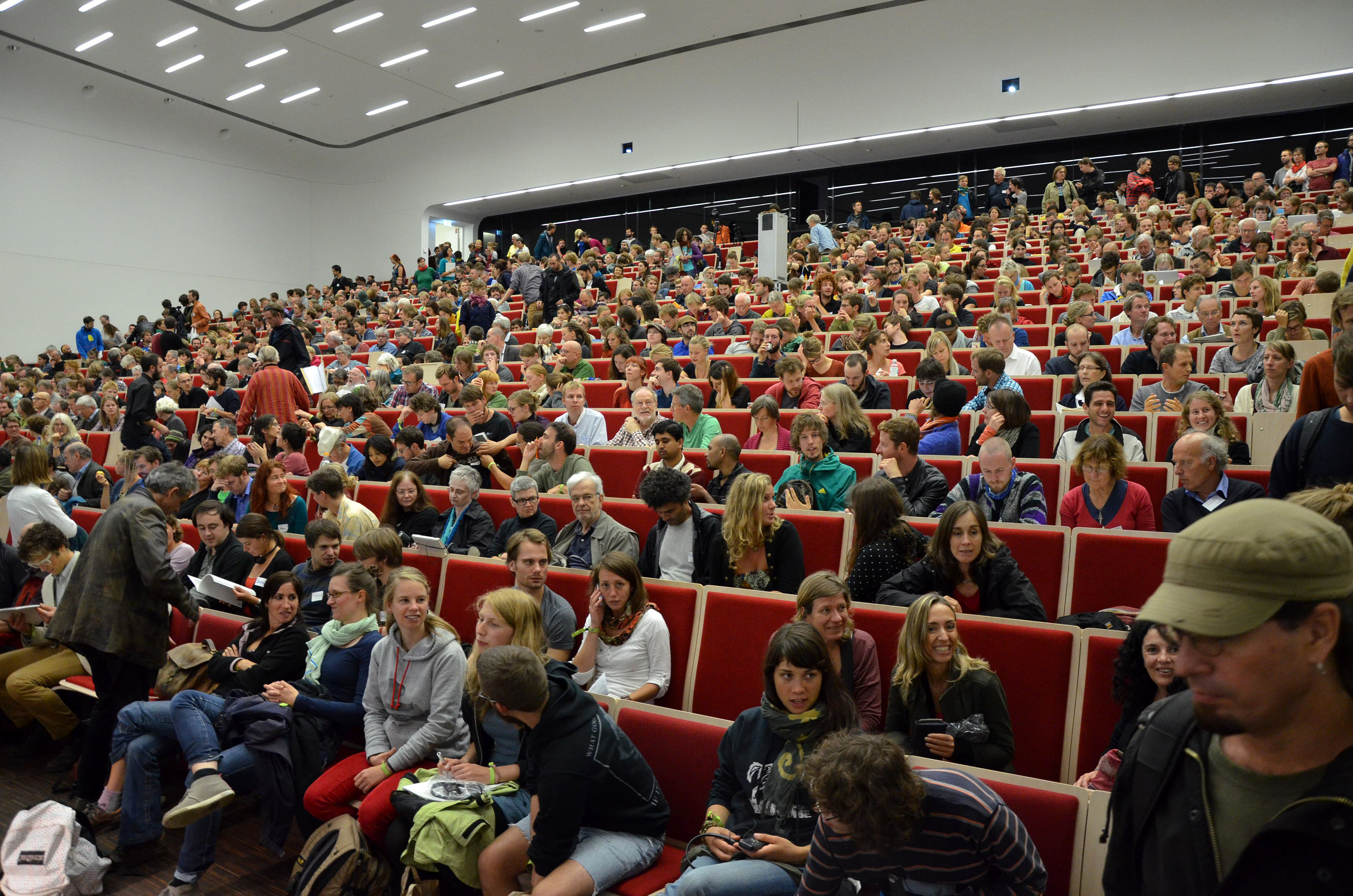
Publikum im Augusteum bei der Internationalen Degrowth-Konferenz in Leipzig, 2014

Die Internationale Degrowth-Konferenz 2014 in Leipzig zählte rund 3000 Teilnehmende und brachte Wachstumskritiker aus Wissenschaft und Gesellschaft zusammen. Ziel war, der nationalen und internationalen Debatte über Degrowth mehr Gewicht zu geben. Die Konferenz führte zu einer größeren Debatte, ob es sich um den Beginn einer wachstumskritischen, sozialen Bewegung in Deutschland handle. Ulrich Brand nannte die Konferenz „der bewegungspolitische Kongress des Jahres 2014 schlechthin“ und verwies auf die McPlanet-Kongresse und den „Jenseits des Wachstums“-Kongress von 2011 als Vorbedingung. Laut Annette Jensen und Ute Scheub von der taz arbeitet sich die entstehende Bewegung „nicht an übermächtigen Strukturen ab, sondern agiert kleinteilig und in individuellen Gruppen. Getrieben wird sie von dem Wunsch nach einem guten Leben.“ Eva Mahnke schlug auf klimaretter.info vor, stärker mit anderen sozialen und ökologischen Bewegungen zusammenzuarbeiten, um den Forderungen nach Degrowth Nachdruck zu verleihen, laut Ulrich Brand waren diese „Bündnisse allerdings noch nicht absehbar.“

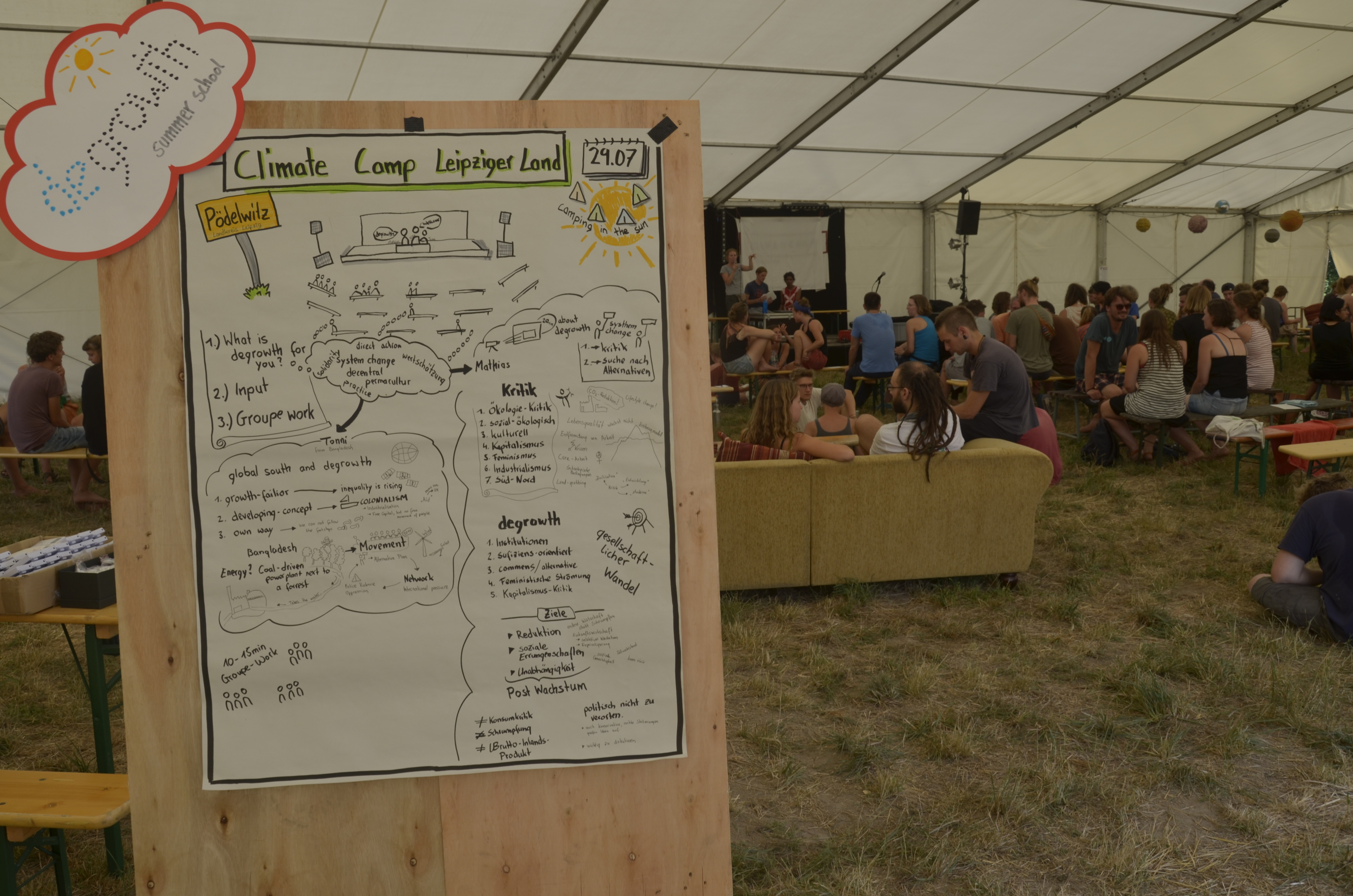
Eröffnung der Degrowth-Sommerschule beim Klimacamp in der Lausitz 2018

Im Anschluss an die Konferenz entstanden mit der Degrowth-Sommerschule und der Kooperation mit den Klimacamps bzw. „Ende Gelände“ in den Jahren 2015, 2016, 2017 und 2018 verstärkte Kooperationen mit der Bewegung zu Klimagerechtigkeit. Die wachstumskritische Bewegung in Deutschland umfasst ziemlich vielfältige und teils widersprüchliche Strömungen und Positionen und ist als soziale Bewegung „im Entstehen“ mit einer „Vielzahl an Alternativdiskussionen und Projekten“. In der Degrowth-Bewegung sind von radikalen ökologischen Positionen über Sozialreform, pazifistische Idealisten, strukturorientierter Kapitalismuskritik bis hin zu anarchistisch inspirierter Kapitalismuskritik die „tradierten Spaltungen linker Bewegungen“ zu finden. Die Bewegung ist relativ breit aufgestellt und hat Überschneidungen mit den Bewegungen zu Commons, solidarischer Ökonomie, Transition Town, der Gemeinwohlökonomie nach Christian Felber, Share Economy, Plurale Ökonomik, Gemeinschaftsgärten und Umsonstläden.
Die verschiedenen Spielarten der wachstumskritischen Bewegung hat Matthias Schmelzer 2015 in fünf Kategorien eingeteilt, die im Folgenden dargestellt werden.

#### Konservative Wachstumskritik
Die von Meinhard Miegel, Kurt Biedenkopf und dem Denkwerk Zukunft geprägte, konservative Perspektive hat als Grundlage ihrer Überlegungen die ökologischen Auswirkungen des Wachstums, die Kritik an einer Übermacht des Staates, der öffentlichen Verschuldung und der Ökonomisierung aller Politikbereiche. Über die Stiftung von Gemeinsinn und die Entwicklung der Bürgergesellschaft sollen die Sozialsysteme entlastet und zurückgefahren werden.

#### Ökologische und soziale Reform der Marktwirtschaft
Die zweite Perspektive entspringt einer ökologisch ausgerichteten, sozialreformerischen und liberalen Wachstumskritik. Die Marktwirtschaft wird hier nicht grundsätzlich in Frage gestellt, sondern soll durch Veränderung der Wirtschaftsordnung zu einer ökosozialen Marktwirtschaft weiterentwickelt werden. Dafür müsse einerseits die politische Fixierung auf Wirtschaftswachstum durch Änderung des Stabilitäts- und Wachstumsgesetzes und neue Wohlstandsindikatoren:36 überwunden werden. Andererseits bestünde derzeit ein Wachstumszwang, weil gesellschaftliche Institutionen wie Geldsystem, Sozialversicherung oder Arbeitsmarkt nur mit Wachstum funktionieren würden. Worin der Wachstumszwang besteht und durch welche Reformen dieser Sachzwang umgangen werden kann, ist umstritten.
Reformvorschläge umfassen eine ökologische Steuerreform mit erhöhten Ressourcensteuern, einen verschärften Emissionsrechtehandel oder die Einführung von Bodenwertsteuern. Die Gemeingüter seien zu schützen, beispielsweise durch Änderungen im Wettbewerbsrecht.:42 Für Unternehmen werden Rechtsformen nach dem Genossenschafts- bzw. Stiftungsrecht vorgeschlagen oder die grundsätzliche Größen- und Machtbegrenzung. Für das Geldsystem werden beispielsweise Vollgeld oder Regionalwährungen vorgeschlagen. Zudem werden Maßnahmen gegen geplante Obsoleszenz und für verbesserte Reparierbarkeit diskutiert.:63
Wichtige Vertreter dieser Perspektive sind beispielsweise einige Umweltverbände, die Autoren des von Angelika Zahrnt und Irmi Seidl herausgegebenen Sammelbands „Postwachstumsgesellschaft“, Uwe Schneidewind oder Hans Christoph Binswanger.

#### Genügsamkeit und regionale Versorgung
Ein dritter Ansatz geht von einer konsumkritischen Debatte aus. Eine Vordenkerin ist Marianne Gronemeyer, welche die künstliche Schaffung von Bedürfnissen im Kapitalismus kritisiert und anregt, sich der Konsumgesellschaft zu entziehen und sich dem nicht zukunftsfähigen Wachstumsmodell zu widersetzen. Die Konsumkritik teilte auch Wolfgang Sachs als Vordenker der Debatte um Suffizienz, die auf die Notwendigkeit einer Verringerung des Verbrauchs hinweist, weil „bloße Effizienzsteigerungen“ nicht ausreichend seien. Sachs propagiert die „vier E’s“: Entschleunigung, Entflechtung, Entkommerzialisierung und Entrümplung. Weitere Vertreter von Energiesuffizienz sind Gerhard Scherhorn und Manfred Linz.

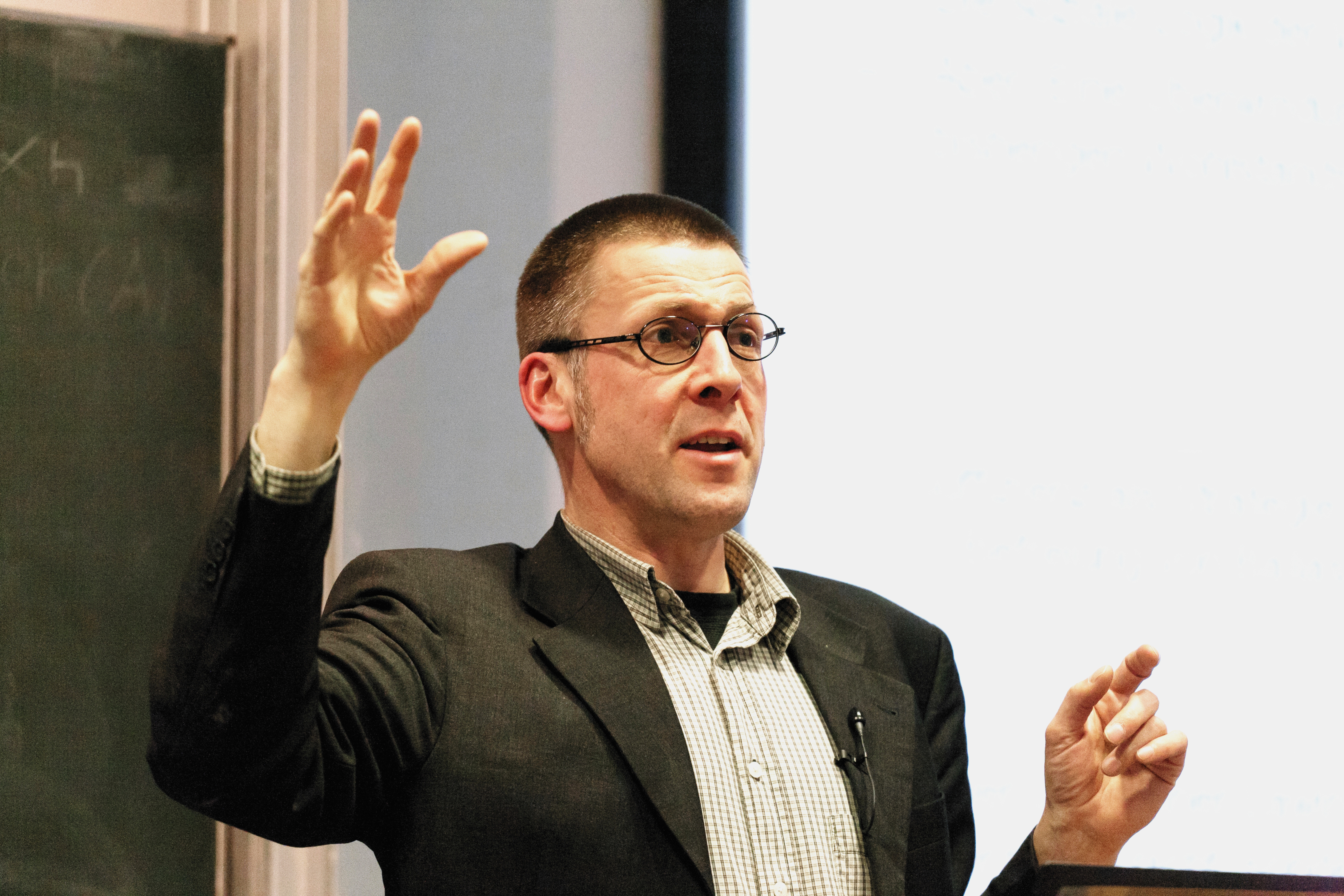
Niko Paech auf einer Veranstaltung zur Postwachstumsökonomie (2011)

Die Perspektive von Suffizienz und regionaler Versorgung wird insbesondere von Niko Paech vertreten. Er veröffentlichte 2005 die Grundideen einer „Postwachstumsökonomie“ und machte sie 2012 mit der Streitschrift „Befreiung vom Überfluss“ einer breiteren Öffentlichkeit bekannt. Er kritisiert die Konsumenten und die Fremdversorgung in globalen Wertschöpfungsketten. Als Ausweg empfiehlt er eine individuelle Strategie der Genügsamkeit mit dem partiellen Rückbau industrieller, insbesondere global arbeitsteiliger Wertschöpfungsprozesse zugunsten einer Stärkung lokaler und regionaler Selbstversorgung. Enthalten sind zudem in Teilen Ansätze einer Geld- und Bodenreform.
Einige Autoren haben versucht, die individuelle Wachstumsneutralität und -rücknahme konzeptionell auf die Unternehmensebene zu übersetzen, und Geschäftsmodelle, Strategien, Managementstile und Handlungsoptionen für eine Postwachstumsgesellschaft zu entwickeln.

#### Solidarische Veränderung der Gesellschaft und des Wirtschaftssystems
Die vierte Perspektive sieht das zentrale Problem im Kapitalismus und seinen Eigentums- und Herrschaftsverhältnissen. Die Autoren des Degrowth-Handbuchs schreiben explizit: „Degrowth ist daher gleichbedeutend mit einem Wandel, der den Kapitalismus hinter sich lässt.“ Die im deutschsprachigen Raum von Aktivisten des globalisierungskritischen Netzwerks Attac, Social Innovation oder der Initiative Ökosozialismus vertretene Strömung betont die „umfassenden gesellschaftlichen Veränderungen, die eine sozial-ökologische Transformation beinhaltet.“ Kapitalakkumulation, Privatisierungen, die Ausdehnung von Märkten sowie Kommodifizierung werden als zentrale Probleme identifiziert, die durch das Zurückdrängen von Marktmechanismen, die Vergesellschaftung zentraler Wirtschaftsbereiche und den Abbau von Machtverhältnissen zu beheben seien. Außerdem wird der Umstand, dass Staaten ihre nationale Souveränität in vielen Bereichen wie der Geldbereitstellung an Märkte oder unabhängige Instanzen (z. B. Zentralbanken) abgegeben haben und die Orientierung auf kurzfristige Profitmaximierung beanstandet. Ziel ist eine Solidarische Ökonomie mit Commons und Kooperativen, Arbeitsplatzteilung und Arbeitszeitverkürzung sowie Grund- und Maximaleinkommen, in denen die Care- oder Sorgearbeit eine wichtige Rolle spielen. Als zentrale Akteure werden soziale Bewegungen und alternative Projekte identifiziert. Andererseits werden Ressourcensteuern oder Caps, Änderungen im Sozialsystem, die Einführung von Werbeverboten, den Ausbau von Sharing-Economy-Angeboten in Bereichen wie Mobilität und Wohnen sowie alternative Währungssysteme und Regionalökonomien gefordert.

#### Feministische Perspektive
Eine fünfte, feministische Perspektive betont die Rolle der Subsistenz (Hausarbeit). Diese Gedanken stammen aus dem Ökofeminismus der 1980er. Insbesondere Claudia von Werlhof, Maria Mies und Veronika Brennholdt-Thomson, die der sogenannten Bielefelder Schule angehören, entwickelten die Grundzüge der Subsistenzperspektive. Die Autorinnen kritisieren insbesondere die Ausbeutung von (weiblicher) Reproduktionsarbeit (Sorgearbeit wie Schwangerschaft, Erziehung oder Pflege) und prägten durch die Debatte den Begriff der Hausfrauisierung. Dieser weibliche Beitrag zur Gesellschaft würde gegenüber der Lohnarbeit heruntergespielt und nicht im Bruttoinlandsprodukt und der Wirtschaftspolitik berücksichtigt. Bis heute ist die feministische Perspektive als eine Strömung im wachstumskritischen Diskurs präsent, beispielsweise mit den Publikationen des Netzwerks Vorsorgendes Wirtschaften. Die Forderung ist, Care- oder Sorgearbeit, die als Basis für die Gesellschaft und das Leben überhaupt diene, in den Mittelpunkt zu rücken. Zentrale Prinzipien sind dabei Vorsorge, Kooperation und Orientierung am für das Gute Leben Notwendigen.

### Degrowth im englischen Sprachraum
Im englischen Sprachraum erlahmte in den 1970ern mit den Grenzen des Wachstums aufgekommene wachstumskritische Diskussion nach dem Ende der Ölkrise. Die Debatte erlangte erst Ende der 2000er Jahre wieder Popularität. In Kanada und den Vereinigten Staaten sind jedoch bislang erst erste Ansätze einer sozialen Bewegung zu Themen der Wachstumskritik erkennbar.

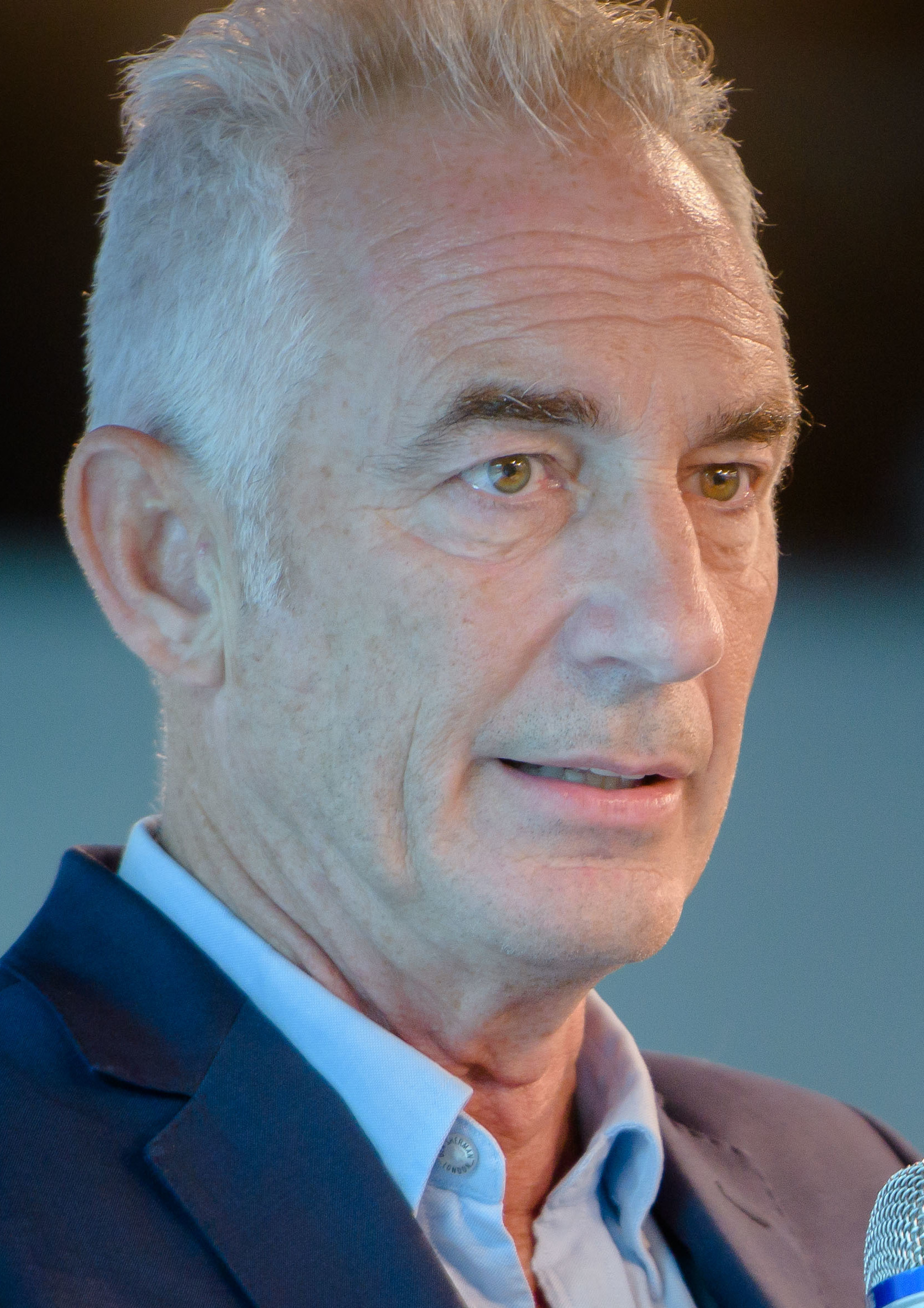
Tim Jackson, 2017

In Großbritannien wurde die Frage von „Wohlstand ohne Wachstum“ durch die Sustainable Development Commission unter Leitung von Tim Jackson diskutiert. Die Studie, die auch als deutsches Buch erschien, besagt, dass für die hoch entwickelten Wirtschaften der westlichen Welt Wohlstand ohne Wachstum kein utopischer Traum mehr sei, sondern eine Notwendigkeit, weil der Primärenergieverbrauch nicht von der Wirtschaftsleistung zu entkoppeln sei. Die Kommission empfiehlt einen neuen Wohlstandsbegriff und eine Umverteilung der Arbeit. Jackson schlägt eine makroökonomische Alternative zu Wirtschaftswachstum vor, in der die Abhängigkeit der Wirtschaft von Wachstumszwängen überwunden wird.
Die seit 2008 stattfindende Internationale Degrowth-Konferenz wurde 2012 im kanadischen Montreal mit rund 340 Teilnehmern veranstaltet. Ein wichtiger Vordenker in Kanada ist Peter Victor (* 1947), der in Szenarien für die kanadische Wirtschaft analysiert, wie sowohl Arbeitslosigkeit und Armut als auch Treibhausgasemissionen ohne Wirtschaftswachstum verringert werden können.
Eine Vordenkerin in den USA ist Juliet Schor mit dem Konzept des Wahren Wohlstands (Originaltitel: Plenitude). Durch Reduktion von Arbeitszeit und Konsum sowie Konzepte der Sharing Economy, eine Stärkung der Selbstversorgung und der Resilienz und des Sozialkapitals von Gemeinschaften, soll eine Gesellschaft jenseits des Wachstums möglich werden.
In Australien entwickelte Samuel Alexander das Konzept der Voluntary Simplicity (Einfaches Leben). Hierbei handelt es sich um einen genügsamen Lebensstil, bei dem die Menschen ihren Konsum und damit Ressourcenverbrauch und Abfall reduzieren. Es wird mehr Zeit für Aktivitäten frei, die gar kein oder nur wenig Geld erfordern, beispielsweise Zeit für Familie und Freunde, Kunst oder politische Partizipation. Die Implikationen einer Postwachstumsökonomie erforscht u. a. Ted Trainer (* 1941).

### Decrescita im italienischen Sprachraum

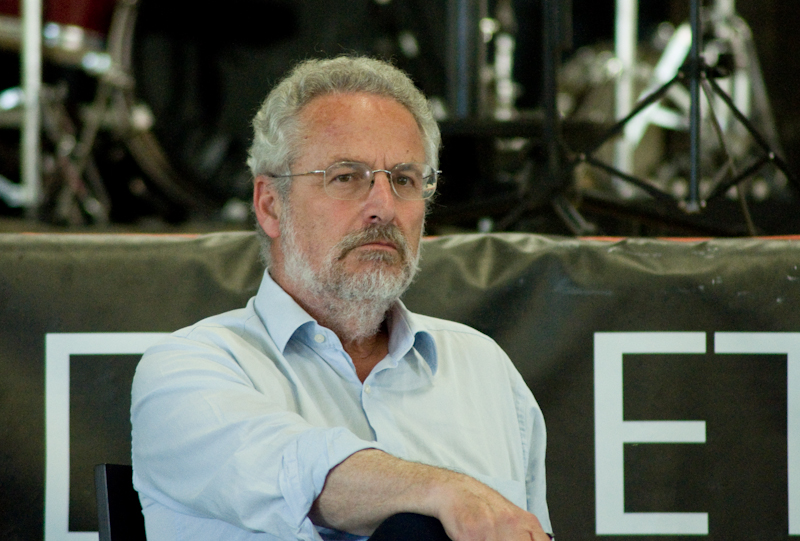
Maurizio Pallante, 2012

In Italien ist ab etwa 2004 eine wachstumskritische Bewegung unter dem Begriff Decrescita zu verzeichnen. Die „Bewegung für eine fröhliche Schrumpfung“ (Movimento per decrescita felice, MDF) setzt sich für eine Verbesserung der Lebensqualität durch Genügsamkeit und Selbstversorgungsinitiativen ein. Eine Schlüsselfigur der Bewegung ist Maurizio Pallante. Der Kampf gegen soziale Ungleichheit und Ungerechtigkeit spielt dort keine große Rolle. Es gab eine „vorsichtige Annäherung an die populistische Fünf-Sterne-Partei von Beppe Grillo“, aber „keine Einigung“. Das andere italienische Netzwerk namens „Rete per la Decrescita“ setzt hingegen einen stärkeren Fokus auf solidarische Ökonomie, Globalisierungskritik, soziale Konflikte und Verteilungsfragen.
Auf das Konzept der Decrescita verwies auch Papst Franziskus in seiner Enzyklika Laudato si’. Er argumentiert, es sei „die Stunde gekommen, in einigen Teilen der Welt einen gewissen Wachstumsrückgang zu akzeptieren und Hilfen zu geben, damit in anderen Teilen ein gesunder Aufschwung stattfinden kann“. Die als PDF verfügbare Version nutzt hingegen das (negativ konnotierte) Wort Rezession.

### Decrecimiento im spanischen und Decreixement im katalanischen Sprachraum
Etwa um 2006/07 entstand in Spanien bzw. Katalonien unter den Begriffen Decrecimiento bzw. Decreixement eine soziale Bewegung. Besonders sichtbar ist die katalanische Bewegung, in der linksliberale und antikapitalistische Gruppen sowie Vertreter der solidarischen Ökonomie oder dem ökologischen Landbau zusammenarbeiten. Die 2010 gegründete „integrale Kooperative“ umfasst als Netzwerk allein in Katalonien über 5000 Mitglieder. An der Universität Barcelona erforscht die interdisziplinäre Arbeitsgruppe Research & Degrowth Optionen zur Überwindung der Wachstumsgesellschaft. Bündnispartner sind einerseits die Partei Podemos, aber auch die weltweiten Bewegungen indigener Völker und Kleinbauern.

### Degrowth im japanischen Sprachraum

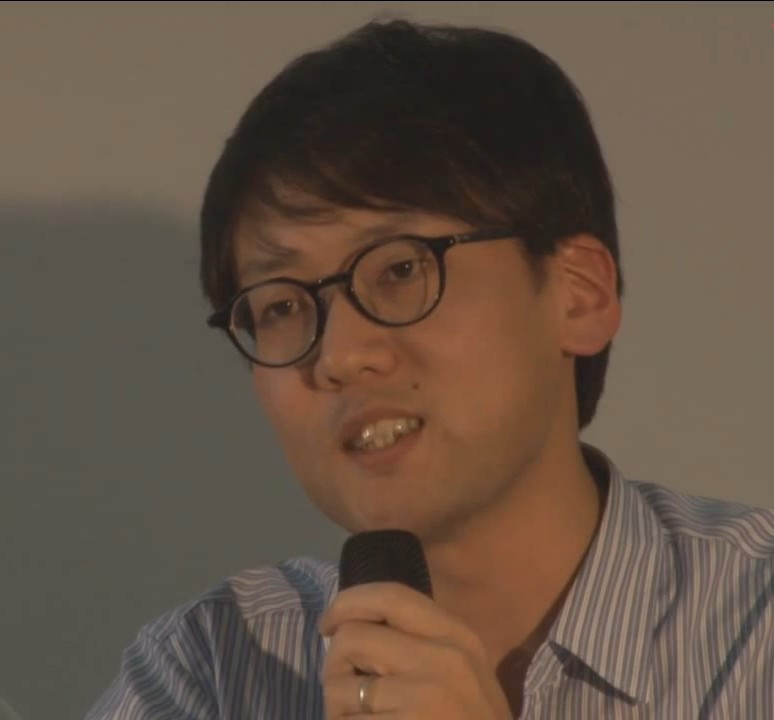
Kohei Saito (2018)

2020 wurde in Japan das Werk Capital in the Anthropocene: Towards the Idea of Degrowth Communism (人新世のマルクス：脱成長のコミュニズムへの道) des Philosophen Kohei Saito veröffentlicht. Bis Mitte 2021 avancierte es überraschend zu einem unerwarteten Bestseller, mit über einer halben Million verkauften Exemplaren. Zusätzlich erhielt es die renommierte Auszeichnung als eines der besten asiatischen Bücher des Jahres 2021 bei den Asia Book Awards. In seinem Buch entfaltet Saito eine antikapitalistische Wachstumskritik und zeigt die untrennbare Verflechtung von Natur- und Klassenverhältnissen auf. Dabei plädiert er für einen Degrowth-Kommunismus, eine politische Ideologie, die aus der Vereinigung der Prinzipien des Degrowth und des Marxismus hervorgegangen ist. Ihr Ziel ist es, die ökologischen und sozialen Herausforderungen der modernen Welt anzugehen, indem sie eine nachhaltige, gerechte und demokratische Gesellschaft fördert.
Die Veröffentlichungen von Saito haben in Japan einen regelrechten Boom zum Thema Marxismus ausgelöst und seine Werke werden intensiv diskutiert. Dennoch hatte laut New York Times diese Entwicklung keinen positiven Effekt auf die japanische kommunistische Partei.

## Wachstumskritik von Rechts
In Teilen der Neuen Rechten lässt sich die Tendenz erkennen, Argumente der wachstumskritischen Bewegung zu übernehmen und für die eigenen Zwecke zu instrumentalisieren. Besonders in Deutschland und Frankreich kann die Neue Rechte dabei auf rechtsextreme Vordenker wie Alain de  Benoist oder Armin  Mohler zurückgreifen. In der Gegenwart beziehen sich rechte Wachstumskritiker häufig positiv auf Serge Latouche.
Als Schnittmenge von Degrowth und der Neuen Rechten wird von Forschenden der Naturschutz ausgemacht. Rechte Zeitschriften wie Die Kehre werben beispielsweise dafür, die heimische Natur zu schützen, um sich so wieder auf seine eigene (deutsche) Herkunft und Identität besinnen zu können. In der Zeitschrift werden auch Bücher von Degrowth-Autoren wie Tim Jackson oder Jason Hickel positiv rezensiert. Ursprünglich linke Argumente werden dabei jedoch verdreht. So prophezeien rechte Wachstumskritiker oftmals eine Malthusianische Katastrophe, also dass eine vermeintliche Überbevölkerung zu einem ökologischen Kollaps führen werde. Als Lösung schlagen sie die Verhinderung von Migration, eine Abkehr von der Globalisierung sowie eine Rückbesinnung auf die vermeintlich eigene nationale und regionale Kultur vor. Auffällig ist, dass Maßnahmen zur Bevölkerungsreduzierung dabei immer nur im globalen Süden durchgeführt werden sollen. Das Überbevölkerungsargument bildet insofern eine Form des rassistisch gefärbten Otherings.
Ein weiterer prominenter rechter Wachstumskritiker ist Björn Höcke. Insgesamt ist Wachstumskritik aber kein dominanter Aspekt im rechten politischen Spektrum. In den meisten rechten Parteien und Bewegungen wird Wirtschaftswachstum unterstützt. Viele von ihnen leugnen zudem den menschengemachten Klimawandel, wobei Degrowth genau diesen ja eigentlich verhindern will.

## Weltweite akademische Rezeption
Eine systematische Übersichtsarbeit analysierte 2020 weltweit wissenschaftliche Publikationen zu Degrowth-Konzepten in gängigen Literaturdatenbanken (Scopus, Web of Science, DOAJ, OATD). Dabei wurden insgesamt 50 Ziele, 100 Zielvorgaben und 340 Instrumente zur Erreichung identifiziert. Die häufigsten mit Degrowth in Verbindung gebrachten Zielsetzungen lauten demnach:
1. Reduzierung der Erwerbsarbeitszeit
2. Umverteilung von Einkommen, Vermögen, Arbeit, Grund, Wissen, Pflege, Infrastruktur und Ressourcen
3. Dekommodifizierung und Befriedigung menschlicher Grundbedürfnisse
4. Dezentrale Entscheidungsfindung
5. Co-Housing und Wohnprojekte
6. Spekulationslose Tauschsysteme
7. Relokalisierung von Aktivitäten
8. Schutz von Gemeingütern (Commons)

Die systematische Modellierung vieler Degrowth-Szenarien weist noch Lücken auf, allerdings deuten bereits mehrere Arbeiten an, dass schwindendes Wachstum im Globalen Norden ohne Wohlfahrtsverluste und Einbußen der Zufriedenheit möglich sein kann. Zu den am häufigsten untersuchten Maßnahmen gehören die Arbeitszeitreduzierung und ein Maximaleinkommen. Eine 2023 erschienene Übersichtsarbeit abstrahierte 39 Muster der degrowth-kompatiblen Wertschöpfung. Die sieben definierten thematischen Gruppen seien demnach sinngemäß:
1. Überwindung ökonomischer Wachstumsdynamiken
2. Suffizienzwirtschaft und Prosumption
3. Allianzen und Anreize für gegenseitige Hilfe und Kollaboration
4. Ausgleich intersektionaler Ungleichheit
5. Kultivierung offener und dezentraler Kreativität
6. Verkleinerung, Verlangsamung und Verlängerung von Rohstoffkreisläufen
7. Demokratische, zielgerichtete und transparente Governance

Forscher wie Jason Hickel ziehen dabei mitunter insoweit Parallelen zwischen Degrowth und dem Akzelerationismus, als dass wachstumskritische Maßnahmen positiven Fortschritt in Form von Technologien und Kulturtechniken effektiv beschleunigen könnten. Entgegen der öffentlichen Diskussion könnten Degrowth-Praktiken damit paradoxerweise nicht als Verzicht erachtet werden, sondern als Ermöglichung eines „genügsamen Überflusses“ (frugal abundance) und „öffentlichen Luxus’“ (public luxury), der durch das effiziente Teilen angesichts durch Klimafolgen verknappter Ressourcen ausgedehnt oder überhaupt erst ermöglicht werde. Laut Enzo Rossi (Universität Amsterdam) bestünden damit weniger Konflikte zwischen Degrowth und Ökomodernismus als angenommen, sofern Wege zur Konsensbildung und Bedarfsermittlung mittels demokratischer Planung gefunden würden.